# Svenska mästerskapen i kortbanesimning 1975
Svenska mästerskapen i kortbanesimning 1975 avgjordes i Falun 1975. Det var den 23:e upplagan av kortbane-SM.

## Medaljsummering

### Herrar
| Gren            | Guld                      | Guld                   |
| 100 m frisim    | Bernt Zarnowiecki 52,60   | Falu SS                |
| 400 m frisim    | Peter Pettersson 3.58,33  | SK Laxen               |
| 1500 m frisim   | Peter Pettersson 15.41,31 | SK Laxen               |
| 200 m fjärilsim | Risto Kaipanen 2.06,22    | Stockholmspolisens IF  |
| 200 m ryggsim   | Leif Eriksson 2.09,96     | Upsala S               |
| 200 m bröstsim  | Anders Norling 2.23,15    | Stockholmspolisens IF  |
| 400 m medley    | Bengt Gingsjö 4.36,17     | Simklubben S02         |
| 4x200 m frisim  | Falu SS 7.48,73           | Falu SS 7.48,73        |
| 4x100 m medley  | Simklubben S02 3.56,82    | Simklubben S02 3.56,82 |

### Damer
| Gren            | Guld                      | Guld               |
| 100 m frisim    | Eva Andersson 59,55       | SK Najaden         |
| 400 m frisim    | Else Gunsten 4.27,52      | Kristianstads SLS  |
| 800 m frisim    | Else Gunsten 9.10,77      | Kristianstads SLS  |
| 200 m fjärilsim | Gunilla Andersson 2.15,37 | SK Neptun          |
| 200 m ryggsim   | Gunilla Lundberg 2.22,86  | Umeå SS            |
| 200 m bröstsim  | Ann-Sofie Roos 2.38,44    | Kristianstads SLS  |
| 400 m medley    | Anita Zarnowiecki 5.10,53 | Simklubben S02     |
| 4x200 m frisim  | SK Najaden 8.46,50        | SK Najaden 8.46,50 |
| 4x100 m medley  | SK Najaden 4.29,99        | SK Najaden 4.29,99 |